# Laberköpfl
Das Laberköpfl ist ein 1411 m ü. NHN hoher dem Laberhauptgipfel nördlich vorgelagerter Felsabsatz. Trotz der geringen Schartenhöhe ist der mit einem Gipfelkreuz versehen Fels nur mit Kletterei zu erreichen. Der Zustieg erfolgt am einfachsten vom Oberammergauer Ortsteil Sankt Gregor.